# هنري بيرسي (إيرل نورثمبرلاند الثاني)
هنري بيرسي، إيرل نورثمبرلاند الثاني (بالإنجليزية: Henry Percy, 2nd Earl of Northumberland)‏ كان نبيلاً إنجليزياً و قائداً عسكرياً في حرب الوردتين .